# 4580 Child
4580 Child је астероид главног астероидног појаса са средњом удаљеношћу од Сунца која износи 2,638 астрономских јединица (АЈ).
Апсолутна магнитуда астероида је 11,8.